# Tunnel des Montets
Le tunnel des Montets, dit aussi tunnel du col des Montets ou tunnel de Montroc, est un tunnel, principalement ferroviaire, situé en Haute-Savoie (France). Il fait partie de la ligne de Saint-Gervais-les-Bains-Le Fayet à Vallorcine (frontière). D'une longueur de 1 882 mètres, il permet le franchissement du col des Montets.
Depuis 1984, des voitures peuvent franchir le tunnel en hiver, en alternance avec le train, lors de la fermeture du col.
Le tunnel a fait l'objet d'importants travaux de rénovation de 2012 à 2014.

## Situation ferroviaire
Le tunnel des Montets est situé entre les points kilométriques (PK) 29,649 et 31,512 de la ligne de Saint-Gervais-les-Bains-Le Fayet à Vallorcine (frontière), à voie métrique, entre les gares de Montroc-le-Planet et du Buet.
Il comporte le point culminant de la ligne à 1 386 mètres d'altitude. Son portail côté Chamonix est à 1 365 m, celui côté Vallorcine à 1 380 m.

## Histoire
La réalisation des travaux est confiée le 19 mai 1905 à l'entreprise Catella et Miniggio. Le percement est lancé le 13 août. Les travaux avancent laborieusement car les terrains sont constitués de roches très fissurées, parcourues par de nombreuses sources et infiltrations d'eau. Il faut canaliser ces dernières et construire une épaisse voûte en maçonnerie, de 40 cm à 80 cm selon les terrains.
Le percement devait être terminé au printemps 1906, mais à cette date, seuls 20 % de la longueur totale sont réalisés : 260 m côté Chamonix, 180 m côté Vallorcine. En mai surviennent alors deux accidents graves. D'abord, l'explosion accidentelle d'une mine tue un ouvrier et en blesse grièvement un autre. Les ouvriers font grève et obtiennent une augmentation de salaire et une diminution du temps de travail. Le 28 mai ensuite, des orages et un temps chaud qui accélère la fonte des neiges provoquent un gonflement des sources. La maçonnerie cède par endroits sous la pression de l'eau et des éboulements se produisent.
À la suite de ces difficultés, l'entreprise Catella et Miniggio dépose le bilan deux mois plus tard ; un nouvel entrepreneur est désigné. Côté Vallorcine, les ingénieurs abandonnent la galerie déjà creusée et décident de faire un détour par l'est pour éviter une zone d'infiltrations trop importantes. Ils font également le choix de travailler uniquement l'hiver lorsque les sources sont à sec. Cependant, le 18 mai 1907, les infiltrations sont encore plus importantes que l'année précédente : 40 500 L par minute. L'eau passe au travers des joints de la maçonnerie, laquelle s'effondre inexorablement. L'ingénieur Nivert décide alors d'injecter du ciment sous pression pour assurer l'étanchéité : on emploie 2 363 t côté Chamonix, 5 540 t côté Vallorcine. La plus grande partie du ciment est entraînée par les eaux, mais la technique vient finalement à bout des infiltrations.
Finalement, le percement est achevé le 31 octobre ou le 1er novembre 1907. Au total, le coût du tunnel est de 4,5 millions de francs. Huit ouvriers sont morts pendant la construction du tunnel.
Le tunnel, qui subissait à nouveau d'importantes infiltrations d'eau au début des années 2000, a fait l'objet d'une rénovation complète entre 2012 et 2014. L'inauguration du tunnel rénové et sa remise en service ont eu lieu le 10 juillet 2014.

## Caractéristiques
Lors de la construction du tunnel, un passage pour piétons a été prévu à côté de la voie, afin de mieux désenclaver la vallée de Vallorcine en hiver lorsque le col des Montets est infranchissable. En 1984, ce passage piétons a été transformé en une étroite chaussée carrossable (2,4 m de large). En cas de fermeture du col, la D 1506 est déviée par le tunnel. Un système de circulation alternée trains/automobiles est alors mis en place. Lors des travaux de rénovation de 2012-2014, la chaussée a été élargie à presque 4 m ; la voie ferrée y est désormais encastrée comme une voie de tramway.

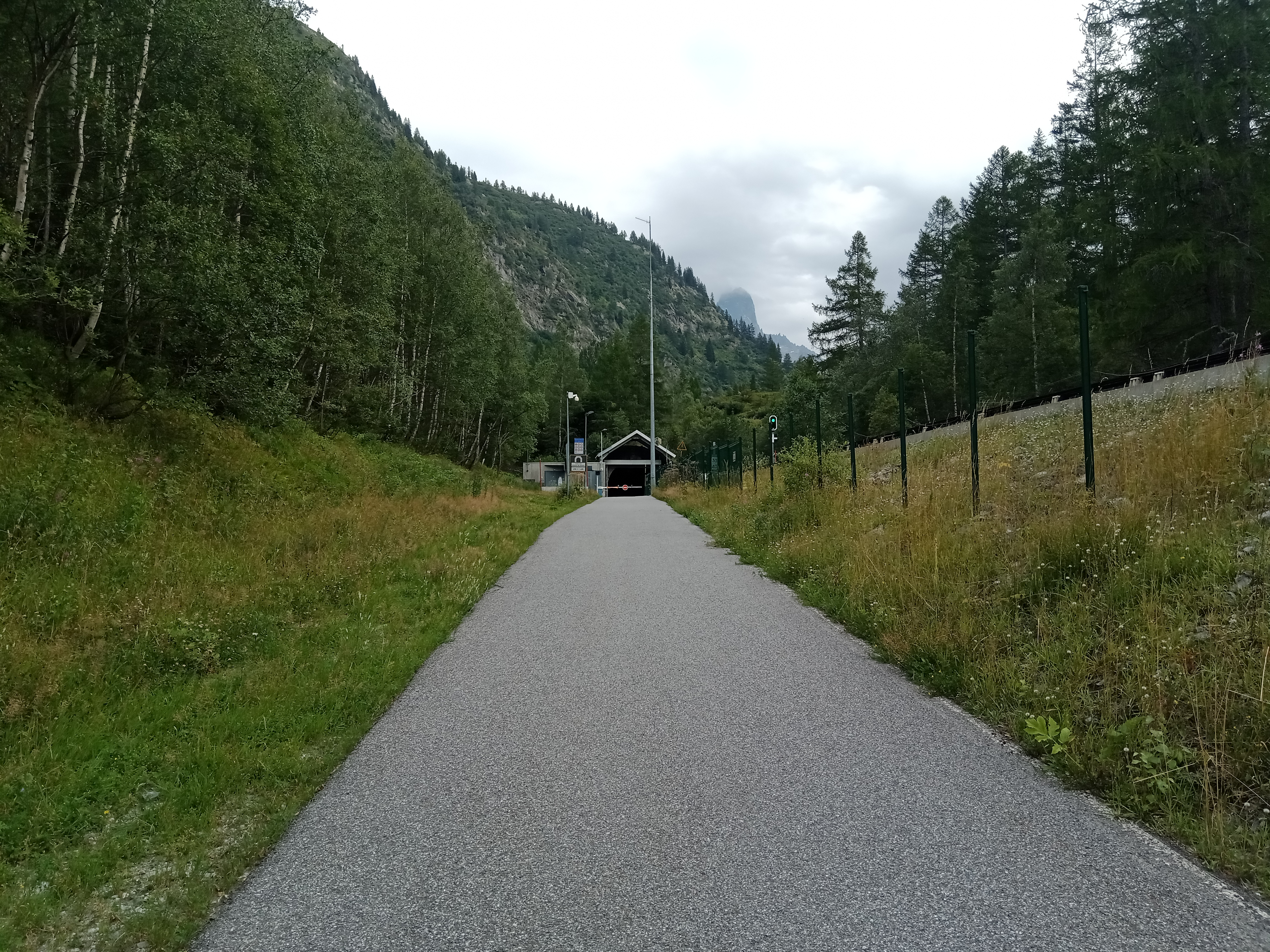
La route d'accès au nord du tunnel.
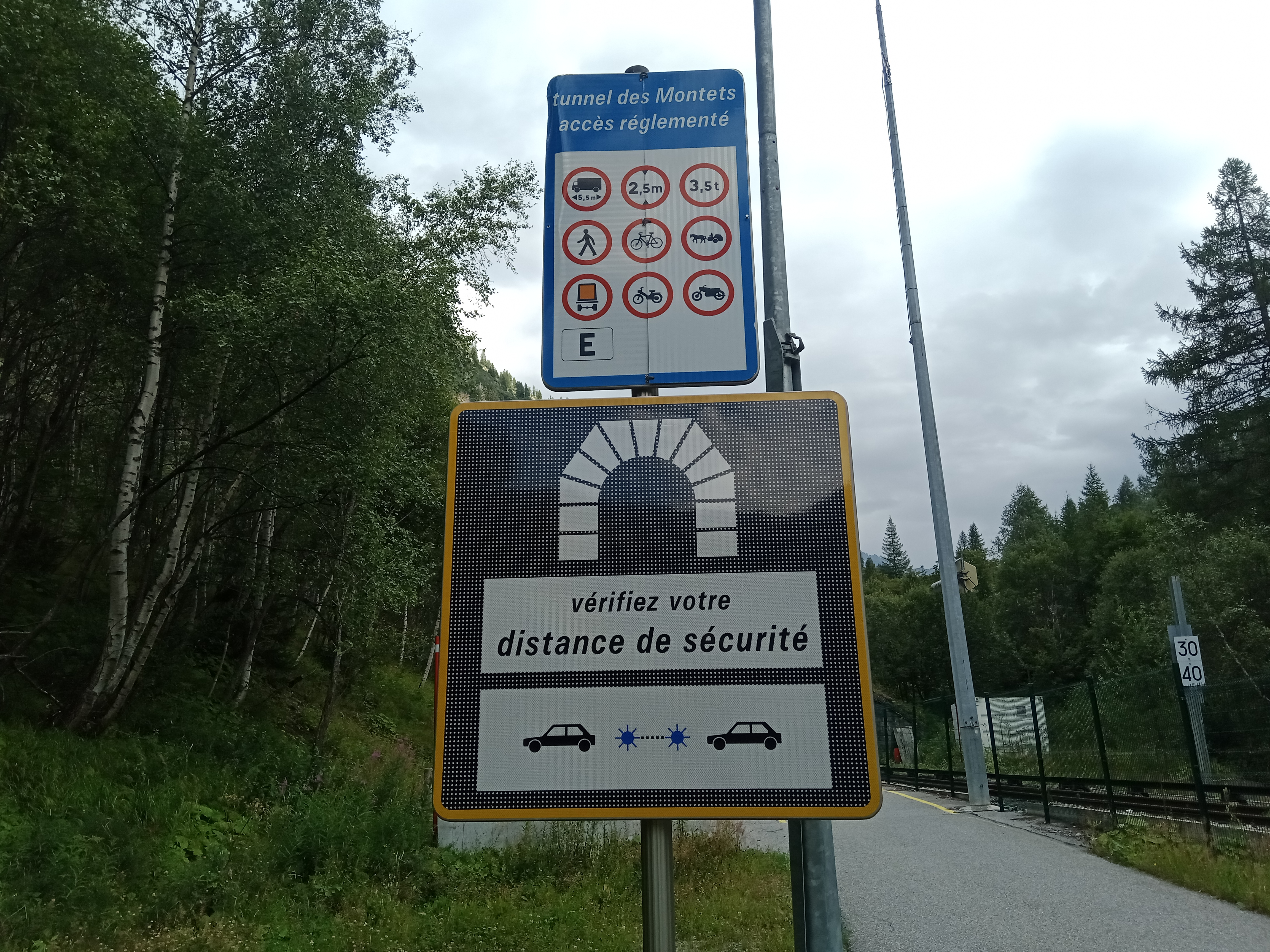
Panneaux routiers à l'entrée nord du tunnel.
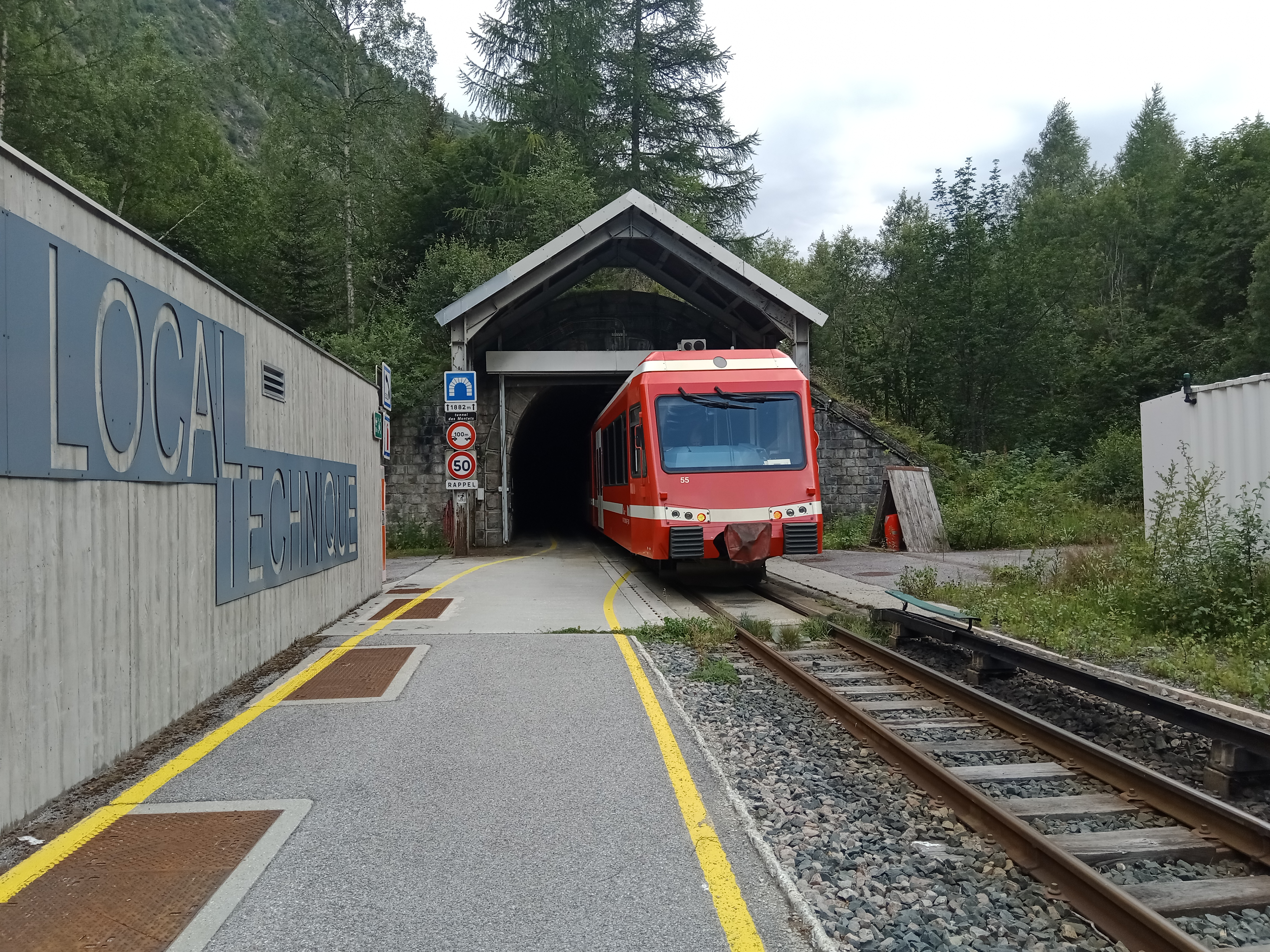
Train de la ligne de Saint-Gervais-les-Bains-Le Fayet à Vallorcine (frontière) à l'entrée nord du tunnel.
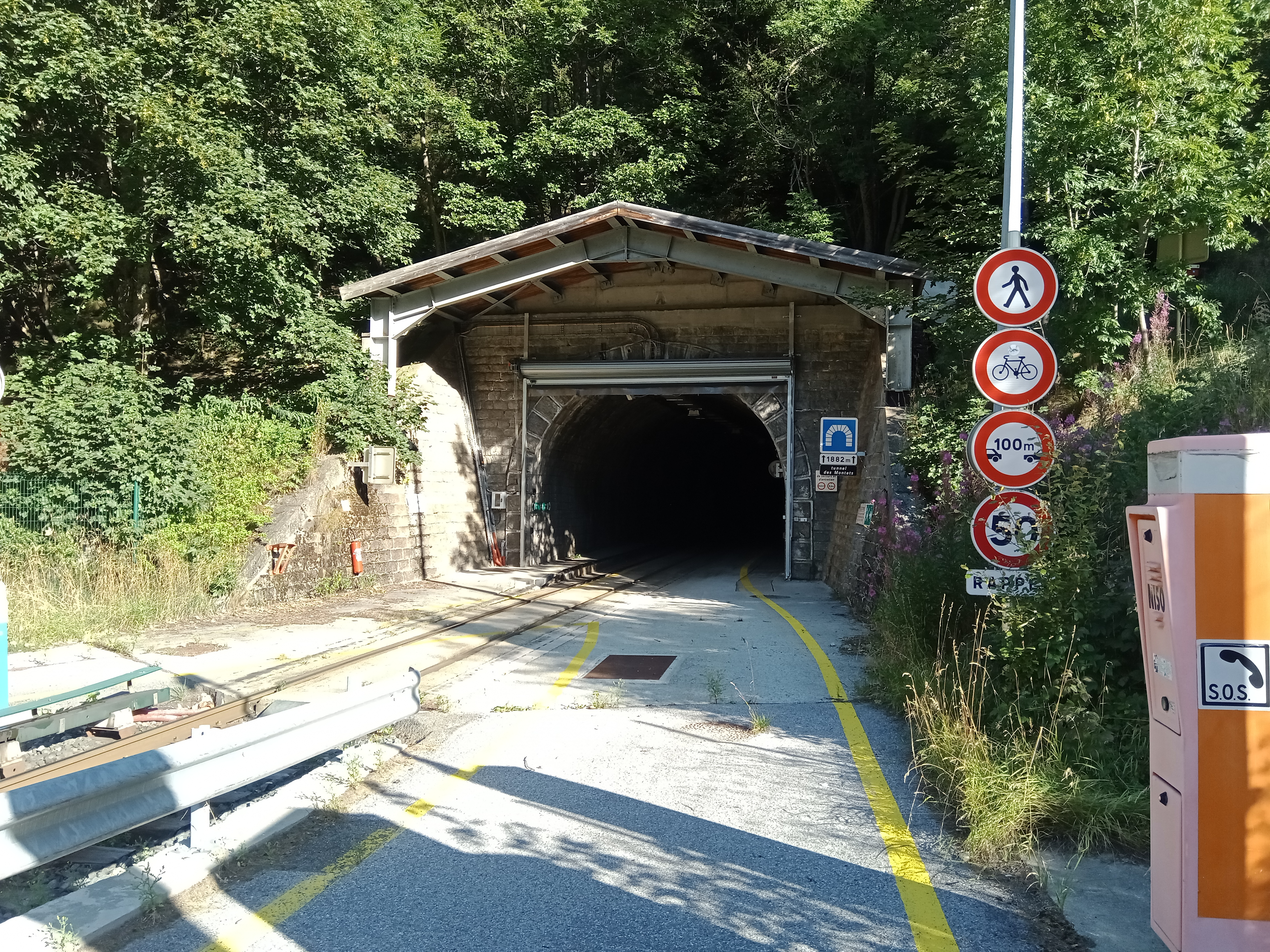
L'entrée sud du tunnel.
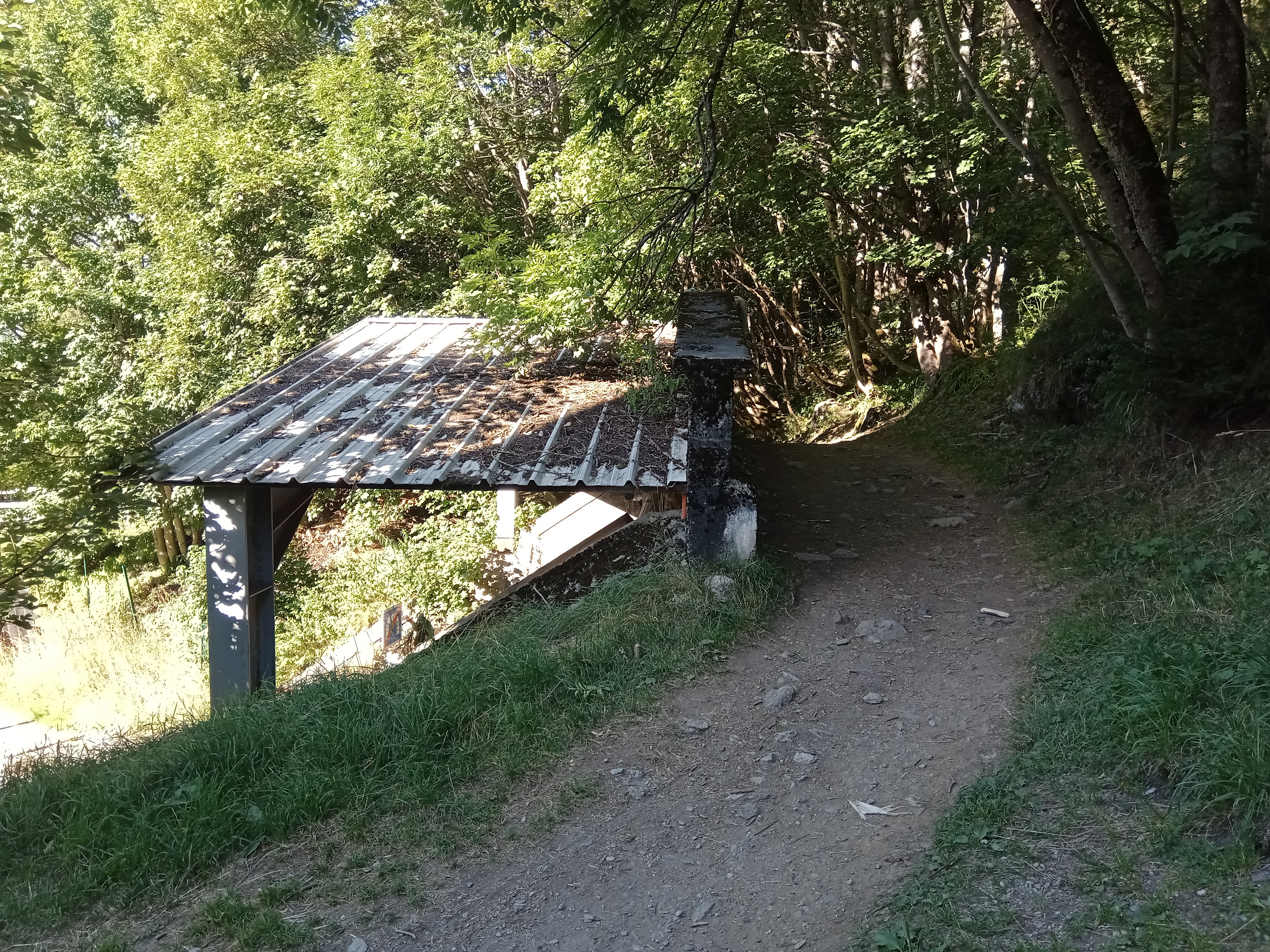
La casquette de protection de l'entrée sud du tunnel avec la variante dite « du Tour » du sentier de grande randonnée Tour du Mont-Blanc.
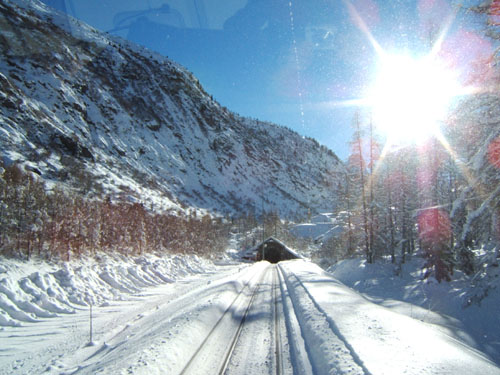
L'entrée nord du tunnel en hiver.
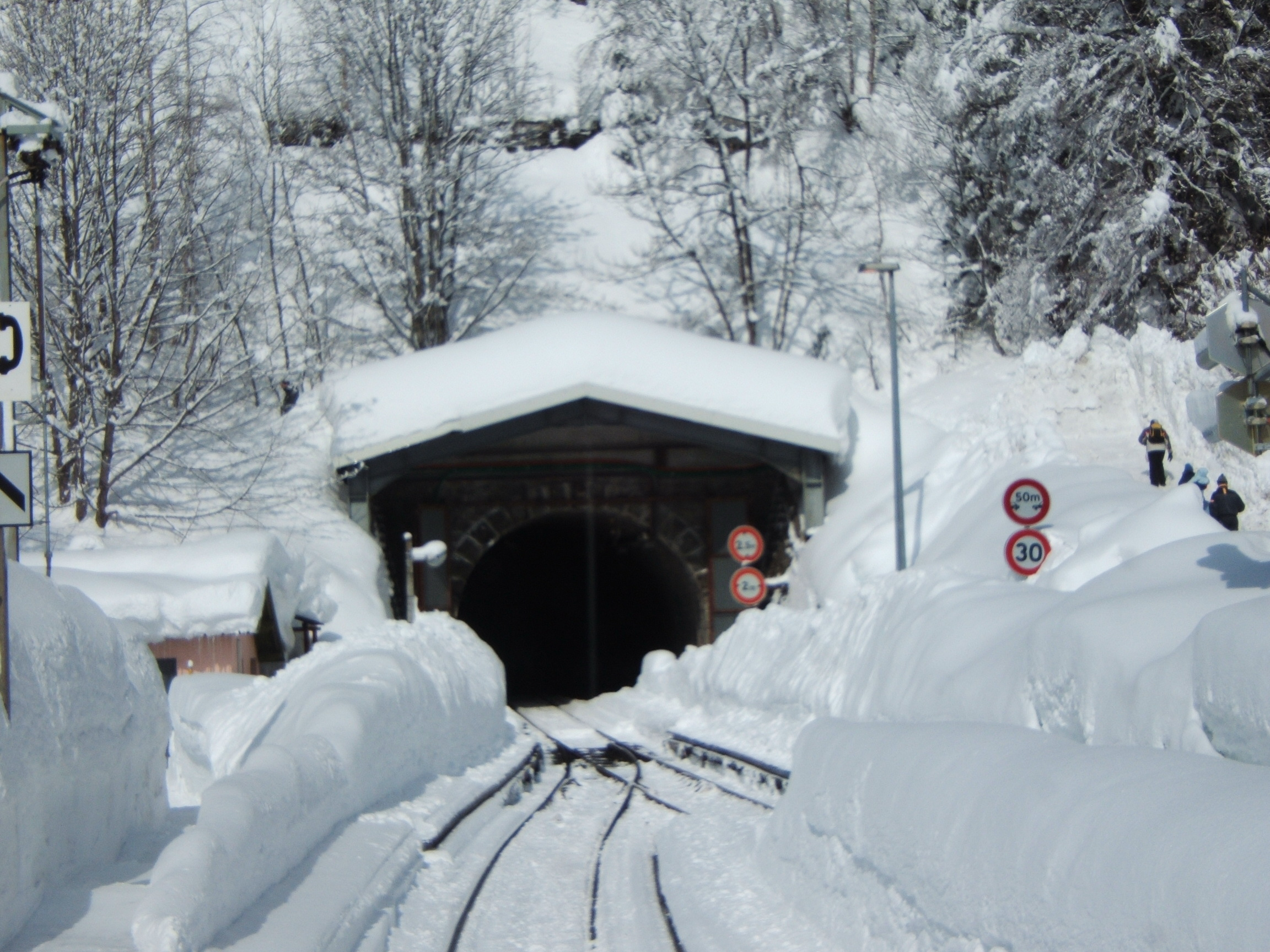
L'entrée sud du tunnel en hiver.
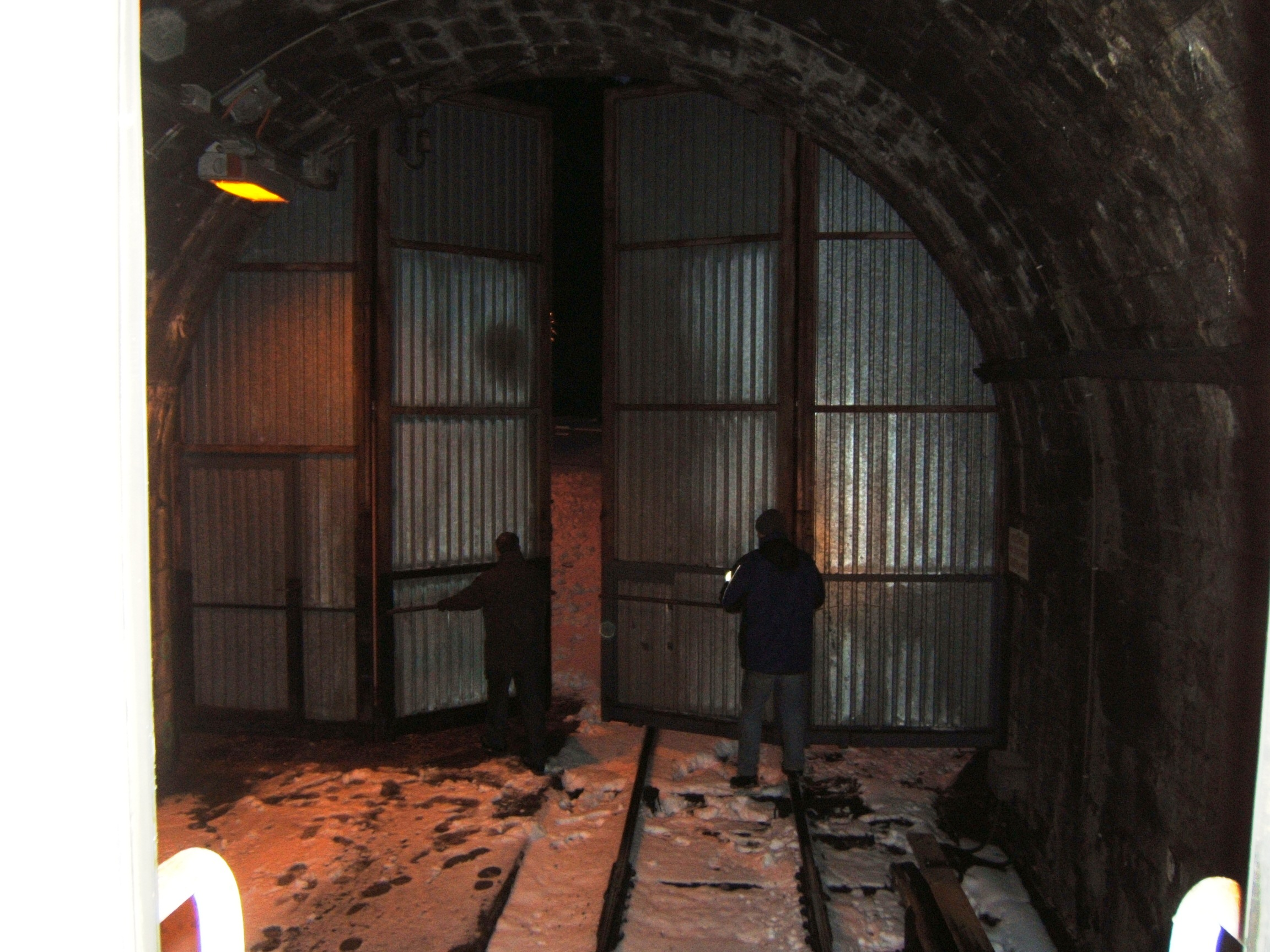
Manutention des portes à l'entrée sud du tunnel en hiver.